# عبيد مدني
عبيد بن عبد الله بن حمزة بن محمد بن محمد المدني، يعتبر من أبرز رجالات الدولة وشعرائها ومؤرخيها المعاصرين في المملكة العربية السعودية. 

## معلومات عنه

### مولده
ولد عبيد مدني في المدينة المنورة في ليلة الخميس في الثاني من ربيع الأول عام 1324هـ الموافق للسابع والعشرين من أبريل عام 1906م. في أواخر زمن حكم العثمانيين للحجاز.

### اسمه
اسمه عبيد وهو اختصار لاسم عبيدالله، وعبيد الله تصغير لاسم عبد الله، وسمي باسم مقارب لاسم أبيه؛ لأنه ولد في أواخر عمر والده، ولأن والدته جاءت بعد عدد من الأولاد يموتون صغارًا. أما كنية عبيدالله المدني فيكنى بأبي عثمان وهو أكبر أبنائه.

### ألقابه
لقب عبيدالله بعدة ألقاب نظير جهوده العلمية، ومن هذه الألقاب: (شاعر المدينة)، (جبرتي المدينة)، (بقية الناس).

### نشأته وتعليمه
كتب عبيد مدني عن بداية نشأته في مذكراته قائلاً: «وُلِد لوالدي -رحمهما الله- قبلي عدة أولاد وبنات لم يعش منهم ولا منهن أحد، فاتفقا عند قرب ولادتي أن يخرجاني فور ولادتي إلى من ترضعني خارج البيت، بل خارج نطاق المدينة.. فإن أصابني ما أصاب إخوتي من الاعتباط (الموت المبكر) كان ذلك أهون وقعًا، وإن عشت فمن اليسير إعادتي إليهما، -فأخرجاني إلى المغيسلة- إحدى ضواحي المدينة القريبة عند أظآري من عوف المسروحية - فجلست هناك حتى أتممت الرضاعة مدة أخرى هناك، وكان اظاآري يذهبون بي إليهما في فترات». وبعد أن عاد إلى والديه نشأ في ظلهما حتى توفي والده وهو لم يتجاوز الخامسة من عمره، فكفلته أمه (صفية بزرنجي) مع أخيه (أمين) تحت وصاية عمهما زين العابدين المدني. ويقول عبيد مدني عن تأثير والدته عليه في مذكراته ما نصه: «والدتي هي أول موجة لي في الحياة، فقد طبعت في نفسي حب المجد والشغف بمعالي الأمور والتمسك بالمعنويات الفاضلة بما كانت تحدثني به دائمًا عن والدي وسيره وسيرته ومركزه وجاهه ومكارم أخلاقه، وكيف التف حوله الناس حتى جعلته فينظري مثلاً يكاديكون فوق كل مثل، وحتى جعلتني أتمنى أن أحذو حذوه...».
حين بلغ عبيد مدني السابعة من عمره جيء له بمعلم في المنزل وهو الشيخ (إسماعيل السناري)، وكانت هذه عادة الأسر الغنية؛ حتى ترسم للمعلم خطة التدريس والمواد التي ترغب في أن يدرسها أبناؤها. وحين بلغ عبيد العشرة من عمره اشتعلت نيرن الحرب العالمية الأولى عام 1333هـ، وعليها تراجع التعليم والاقتصاد والأمن في المدينة المنورة، وقد وصف عبيد مدني حال المدينة المنورة خلال الحرب العلمية في مذكراته قائلاً: «خلت محلات المدينة وميادينها وأسواقها وأزقتها وأحواشها، وكل دار من دورها من سكَّانها فتبدل الضجيج بصمت رهيب...».
وقد واصل عبيد مدني دراسته في المدارس النظامية في حكم الهواشم، فالتحق بالمدرسة الفيصلية وحصل على شهادتها عام 1339هـ، ثم أكمل عبيد دراسته على أيدي مشايخ الحرم المدني، وحصل من بعضهم على شهادرات تقديرية وإجازات علمية. ومن أكثر مشايخه الذين أثّروا في شخصيته العلمية الشيخ الطيب الأنصاري، والشيخ محمد العمري.

## ثقافته وشاعريته
يعتبر عبيد مدني شاعر من الطراز الأول وفق مقاييس عصره، ومنح ميدالية الريادة من بين 34 أديبًا، وذلك بعد مشاركته في المؤتمر الأول للأدباء في مكة المكرمة عام 1394هـ.
آمن بالصحافة ومدى تأثير رسالتها في المجتمع، وقد نشر إنتاجه الأدبي في كل من: صحيفة أم القرى ومجلة المنهل، كما نشر في مجلة المنهل بعض آثاره النثرية مابين مقابلة ومقال ودرساة وترجمة في التاريخ واللغة والتراجم والفكر والاجتماع، ولم تقتصر مشاركاته الصحفية على صحيفة أم القرى ومجلة المنهل بل شملت (صوت الحجاز، ثم البلاد وعكاظ، ومجلة العرب، والمدينة التي كان له فيها زاوية تاريخية بعنوان: مجال السائلين) وكان يجيب من خلالها على الأسئلة التاريخية حول تاريخ المدينة المنورة، كما كان له زاوية أخرى بعناون: خواطر الأسبوع. بالإضافة إلى جريدة الرياض المصرية، ومجلة العرفان اللبنانية.
جمع عبيد مدني قصائده في ديوان أسماه (المدنيات الصغرى) عام 1345هـ. وقد تولى أبناؤه طباعة الديوان بعد وفاة والدهم بزمن؛ إذ صدر الديوان عام 1406هـ بعنوان: (المدنيات).
كان لعبيد مدني مؤلفات وبحوث في تاريخ المدنية المنورة ما بين مخطوط ومطبوع، ومنها:
- تاريخ الحجرة المقدسة.
- تاريخ المسجد النبوي الشريف.
- تاريخ المدينة المنورة.
- مساجد المدينة المنورة
- أمراء المدينة المنورة.

## وظائفه
بدأ عبيد مدني في العمل في الجهات الحكومية قبل أن يتجاوز الخامسة والعشرين من عمره، وهذه الوظائف هي:
- عضو بالترشيح لأكثر من مرة في مجلس إدارة المدينة المنورة ويشبه هذا المجلس (المجلس البلدي)، ويعمل على النظر في مصالح المدينة المنورة.
- عضو في وفد المدينة المنورة المنتخب إلى المؤتمر الوطني بمكة المكرمة عام 1350هـ.
- عمل مديرًا لأوقاف المسجد النبوي الشريف عام 1354هـ.
- عضو مجلس الشورى منذ أواخر عام 1355هـ، وأثناء عمله في الشورى أولته الحكومة السعودية العديد من المهام الرسمية في عدد من اللجان منها:
- رئاسة جمعية الدفاع عن فلسطين.
- عضو في مجلس الأوقاف الأعلى.
- عضو في وفد مكة الذي توجه لمقابلة الملك عبد العزيز في روضة الخفس جنوب الرياض في عام 1360هـ.
- عضو في الوفد المشارك برئاسة الملك فيصل في مهرجان استقلال سوريا عام 1365هـ.
- عضو لجنة تحديد حرم المدينة المنورة عام 1389هـ.
- أحيل إلى التقاعد بناء على طلبه؛ لمرضه عام 1373هـ.

### أبناؤه
تزوج عبيد مدني من ابنة عمه عزة بنت عبد العزيز عام 1347هـ وأتت له بـ (عدنان، غازي، نزار، ثريا)، وبعد أن توفيت تزوج من ابنة السيد عبد الله جمل الليل وأتت له بـ (عصام). وقد برز أبناؤه في مجالات عدة وهم:
- عدنان: أكبر أبناؤه وبه يكنى ورث عن والده مكتبة كبيرة جدًا اهتم بها، ويعمل في الأعمال التجارية الحرة.
- د. غازي: أكمل دراساته العليا في أمريكا، وحصل على درجة الدكتوراه في العلوم السياسية، وأصبح أستاذًا للاقتصاد بجامعة الملك عبد العزيز في جدة، ومديرًا لمركز الأبحاث الاقتصاد الإسلامي بالجامعة، ثم أصبح مديرًا لجامعة الملك عبد العزيز منذ عام 1416هـ.
- د. نزار: حصل على درجة الدكتوراه من أمريكا في العلوم السياسية، وتلقد عدة وظائف تناسب تخصصه منها: رئيس القسم الغربي في وزارة الخارجية بالرياض، ومساعد وزير الخارجية.
- د.عصام: حصل على درجة البكالوريوس في إدارة الأعمال من أمريكا، وصاحب أعمال حرة.

## وفاته
توفي عبيد مدني في القاهرة وفاة فجائية يوم الأربعاء 10/ 11/ 1396هـ. ونقل جثمانه إلى المدينة المنورة، وتمت الصلاة عليه في المسجد النبوي، وتم دفنه في بقيع الغرقد في المدينة المنورة. وقد رثاه أخاه أخيه الوحيد أمين مدني بقصيدة، كما رثاه عدد من الأصدقاء والأدباء المقربين.

## وصلات خارجية
- عبيد مدني.. مؤرخ المدينة النبوية